# Dylan Bruno
Dylan Bruno (Milford, Connecticut, 6 september 1972) is een Amerikaans acteur en voormalig model. Hij speelde van 2005 tot en met 2010 FBI-agent Colby Granger in de CBS-serie Numb3rs.
Bruno is de zoon van acteur Scott Bruno en Nancy M. Bruno. Zijn broer is acteur Chris Bruno. In 1994 behaalde Bruno een Bachelor of Science graad in Environmental Engineering van MIT. Bruno is getrouwd met Emmeli Hultquist op 24 juni 2006, een jaar later werd hun zoon, Demian Axel Bruno, geboren.
In 1995 nam Dylan Bruno deel als een kandidaat bij de American Gladiators. Hij was op weg naar de halve finale, maar hij werd verslagen door Cpt. Richard McCormick
Tijdens het werken als model voor Calvin Klein, maakte Bruno zijn acteerdebuut op televisie in 1995 in de NBC-serie High Sierra Search and Rescue. Hij had ook een rol in de film Naked Ambition in 1997. In 1998 had hij kleine rollen in Saving Private Ryan en When Trumpets Fade. Hij was te zien in The Rage: Carrie 2 in 1999 en Where the Heart Is in 2000. Hij speelde een LA politieman in The One, een rockmuzikant in The Simian Line in 2001 en Harry Blaine Mayhugh, Jr, in Story Pennsylvania The Miners in 2002.